# Idiops piluso
Espèce
Idiops piluso est une espèce d'araignées mygalomorphes de la famille des Idiopidae.

## Distribution
Cette espèce est endémique de la province de Córdoba en Argentine,.

## Description
Le mâle holotype mesure 7,80 mm et la femelle paratype 9,72 mm.

## Publication originale
- Ferretti, Nime & Mattoni, 2017 : Three new Idiops (Mygalomorphae: Idiopidae) from Argentina and redescription of the male of I. hirsutipedis Mello-Leitão, 1941. Journal of Natural History, vol. 51, no 17/18, p. 975-994.